# 朝鮮労働党組織指導部
朝鮮労働党組織指導部（ちょうせんろうどうとうそしきしどうぶ、朝鮮語：조선로동당 조직지도부）は、朝鮮民主主義人民共和国の支配政党である朝鮮労働党中央委員会書記局に属する機関。

## 概要
初代最高指導者の金日成体制時には実弟の金英柱や実子の金正日が組織指導部長を務めた。第2代最高指導者の金正日体制時に部長席が空席となり、金正日自身が事実上の部長職を兼務し、金正日直属の第一副部長が北朝鮮の権力層に属する人物たちの思想検閲や人事査定や粛清権を掌り、国家安全保衛部（現：国家保衛省）を手足のように使ったことから、北朝鮮の真の権力中枢機関と呼ばれるまでになった。張成沢や李済剛が、金正日体制時に絶大な権力を揮ってきた組織指導部第一副部長の例として挙げられる。
金正恩体制に移行した後の2013年12月末時点での第一副部長の権力序列は、統括第一副部長の金慶玉、検閲担当の趙延俊、軍担当の黄炳瑞（ファン・ビョンソ）の順であるとされており、組織指導部が党行政部長に転籍していた張成沢の処刑を主導したと報道された。
2014年時点では、金正恩は父の金正日ほどには権力を掌握できておらず、朝鮮労働党組織指導部が権力の中心にあると分析されたこともあった。2014年4月に黄炳瑞が次帥に昇進し、翌5月に組織指導部を離れ朝鮮人民軍総政治局長に就任し、金正恩、金永南に次ぐ党内序列第3位となったが、崔龍海が2017年10月7日に行われた第7期朝鮮労働党中央委員会第2回総会で黄炳瑞に代わって党内序列第3位に昇格し、長年空席であった組織指導部長に就任すると、軍総政治局が組織指導部による20年ぶりの検閲を受け、この結果、黄は不正を理由に総政治局長・党政治局常務委員から解任された。また趙延俊は、2015年10月に行われた朝鮮労働党創建70周年慶祝中央報告大会で党内序列第18位となったが、2017年10月7日の朝鮮労働党中央委員会第7期第2回総会で党中央委員会検閲委員会委員長に就任したことにより、組織指導部で第一副部長に留まったかは分析が分かれた。
2019年2月には李万建が第一副部長に就任していると分析され、同年4月の最高人民会議で、崔龍海の最高人民会議常任委員長と国務委員会第一副委員長への選出と李万建の序列上昇と党中央委員会部長への選出が確認されていることから、李万建が組織指導部長に就任した可能性が指摘されていた。
その後、李万建は2020年2月28日の政治局拡大会議で金日成高級党学校での不正行為（不正入試）を理由に党副委員長・組織指導部長を解任された。これに関しては、2019年12月末の第7期第5回朝鮮労働党中央委員会総会において新たに組織指導部第一副部長に就任したと観測されている最高指導者の金正恩の実妹・金与正が解任に関与した可能性が指摘されている。
韓国統一部によると、2020年5月時点の第一副部長はキム・ジョグクと趙甬元（チョ・ヨンウォン）で、金与正は所属部署不明の部長および副部長職とされた。また同年8月9日の朝鮮中央通信の報道により李万建が第一副部長に降格していることが確認された。同年8月25日、韓国の鄭景斗国防部長官は金与正が組織指導部を事実上掌握しているという見解を示している。
2021年1月の朝鮮労働党第8次大会において、趙甬元が党中央委員会政治局常務委員兼党中央委員会組織担当書記に就任して組織指導部を掌握することになり、組織指導部長には金才龍が就任した。組織指導部を掌握していたとみられていた金与正は、同年3月に宣伝扇動部副部長に転出していたことが判明した。
組織指導部の直属の部隊として蒼光保衛部と蒼光保安部があり、党の課長以上の幹部と対南工作部署の要員を監視しているとされる。

## 組織
- 幹部課

担当により、1課、2課（中央）、3課（地方）、4課（軍）、5課（護衛司令部）、6課（国家保衛省）、7課（社会安全省）、8課（司法府）、9課（内閣）、11課（対南工作部署）などに分かれており、党、軍、国家にわたるあらゆる北朝鮮の機関の上位権力層の人事を掌る。例えば、朝鮮人民軍総政治局長も組織指導部の検証と同意を得て任命される。
- 生活指導課

北朝鮮では全党員と勤労者が毎週「生活総和」（自己批判）を行うが、生活指導課がこの生活総和を掌っている。中でも生活指導13課（軍担当）の権限は絶大であり、朝鮮人民軍総参謀長であろうとも、生活指導課の指導の下で生活総和を行わなければならない。
- 検閲課

どのような高位権力者であっても検閲や粛清できる権限を掌る。中でも検閲4課は北朝鮮の高級幹部だけを専門的に管理・監視することから、北朝鮮の権力高位人物の粛清には必ず関わっているとされる。
- 通知課

あらゆる政策を承認・批准する権限を掌る。最高指導者の直属の組織指導部がこの権限を掌る事により、最高指導者の唯一指導体制が確立されている。